# Зарська печера
Зарська печера (азерб. Zar mağarası) — печера, житло людини кам'яного століття (верхнього палеоліта). Розташовано в західній частині села Зар (Кельбаджарський район, Азербайджан).
Стоянка первісних людей у печері було виявлено в ході археологічної експедиції в Кельбаджарський район в 1981—1987 роках. В ході розкопок були виявлені численні знахідки в основному ножі, наконечники та гребені. На виявлених дощечках виявлено сліди вм'ятин, це свідчить про те, що їх використали для мелення пшениці. Ці дощечки нагадують аналогічні, виявлені в Тагларі. Вважається, що люди, які жили в цих місцях, належали до однієї групи. Багато виробів, зроблених в Тагларі, використовувалися і в Зорі.